# Grand Hyatt New York
Il Grand Hyatt New York è un hotel situato direttamente ad est del Grand Central Terminal di Midtown Manhattan, a New York. Inizialmente chiamato Commodore Hotel, è stato inaugurato il 28 gennaio 1919. Negli anni 80, Donald Trump che ne divenne socio della struttura, fece restaurare hotel dall'architetto Der Scutt, facendo realizzare l'esterno l'edificio in vetro e ha rinnovato l'interno come parte del suo primo progetto di costruzione a Manhattan. Il Commodore Hotel aprì il 28 gennaio 1919.